# Edosa subochraceella
Edosa subochraceella är en fjärilsart som beskrevs av Walsingham 1886. Edosa subochraceella ingår i släktet Edosa och familjen äkta malar. Inga underarter finns listade i Catalogue of Life.